# 封條

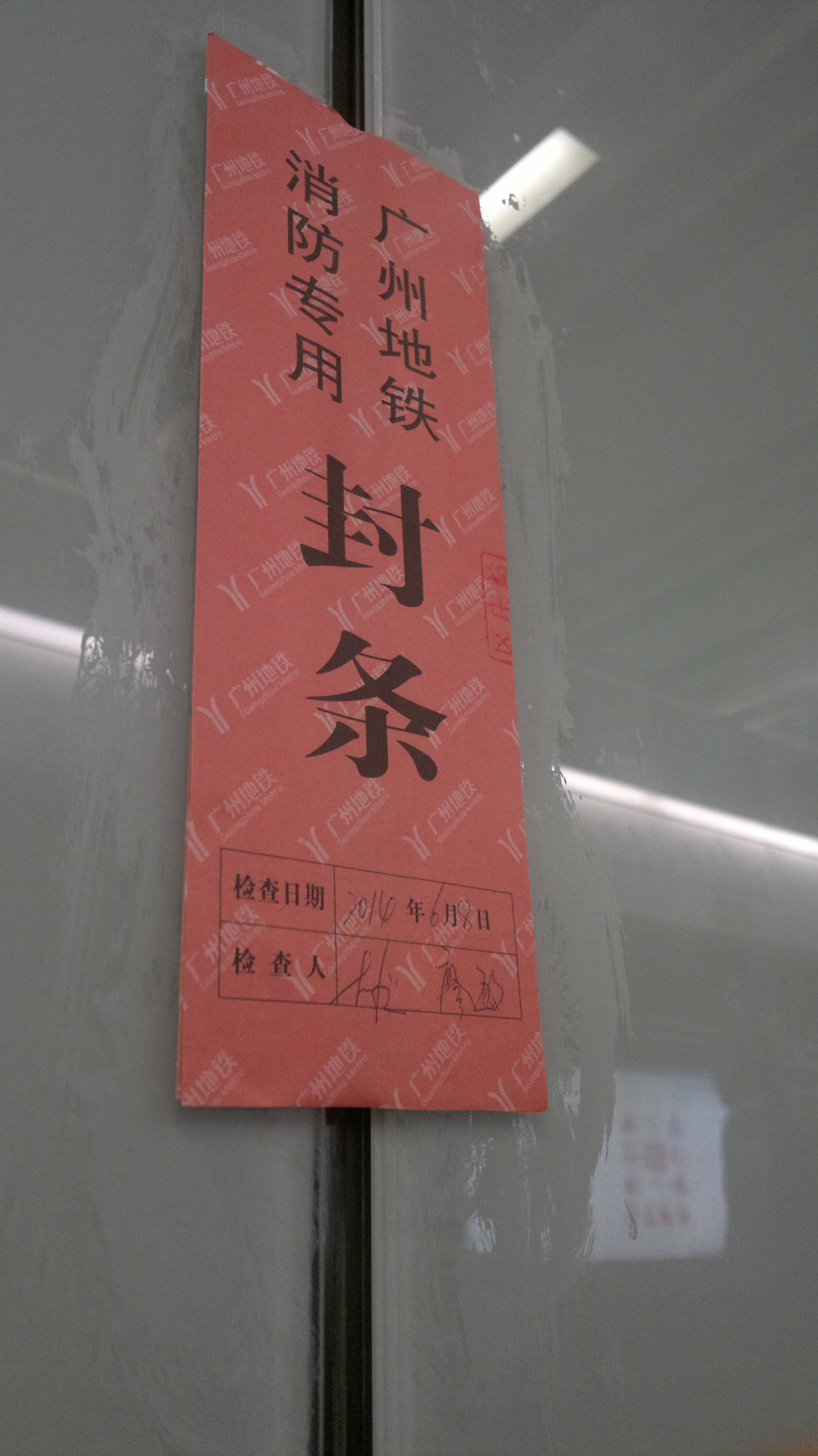
广州地铁消防专用封条，用于封地铁站内的消火栓，防止其在非緊急情況下被濫用。

封條（英語：Seal）是商人在貨櫃物品上貼上一個條狀貼紙（相當於物品的身分證），用途是避免貨櫃在運輸途中被人掉包，失竊的風險，持有者大多為：貨主（付貨人）、航商和海關等三類。
封條依用途不同分成下列幾種：貨櫃封條、法院封條、保安封條；依材質不同可分成：條紙封條、塑膠封條、金屬封條、電子封條。

## 演化
由於傳統封條容易偽造，往往易造成重大損失，有的損失甚至遠高於不貼封條，麻煩不少。因此人們為了尋求更好的安全性與品質，逐漸發展出各種防偽封條，防偽封條隨著科技的日新月異，演化出電子封條。

### 電子封條
電子封條是從傳統貨櫃的封條發展而來，主要是為了解決傳統封條所缺乏的安全性。隨著發展世界上出現不同的類型，常見的電子封條計有以下兩種：第一種是以靠著內存電池並以亂數產生號碼的封條，該封條主要功用為提供物流過程車門、倉庫或貨櫃開關記錄使用，並可透過紅外線讀取其中的紀錄，該封條的優點為可重複使用。第二種為目前世界通行的為無線射頻辨識（RFID）式電子封條，該封條利用無線射頻辨識的唯一性和難以偽造的特性，減少貨櫃被掉包的風險。至少會訴求封條在未固封或是被破壞時，無線射頻辨識電子標籤就要不能被讀取，而在正常固封狀態下，則可以使用讀取器（reader）讀取電子標籤內容或代號，而此類型封條的讀取距離從三米到一百米不等。

### 資料
1. ↑  . 臺灣橋頭地方法院. 2021-05-07  [2024-03-02]. （原始内容存档于2024-03-03） （中文（臺灣））.
2. ↑  高健. . 人民网北京. 2020-07-04  [2024-03-02]. （原始内容存档于2024-03-01） （中文（中国大陆））.

### 外部來源
- 楊順發. . 科技人文雜誌.   [2023-03-02]. （原始内容存档于2024-03-01） （中文（臺灣））.
- 顏雅娟. . DIGITIMES. 2012-09-10  [2023-03-02]. （原始内容存档于2024-03-01） （中文（臺灣））.